# In Search of Santa
In Search of Santa (br: Procurando Papai Noel; pt: À Procura do Pai Natal), é um filme de animação estadunidense, de 2004. Entre os dubladores estão as irmãs Hilary Duff e Haylie Duff.

## Sinopse
Junte-se a duas princesas pinguins quando elas embarcam em uma ousada missão de um pólo a outro, para provar que Papai Noel existe de verdade.Para chegar ao Pólo Norte e voltar, Crystal e Lucinda precisam deixar de lado suas diferenças e trabalhar juntas para driblar predadores famintos, enganar piratas encrenqueiros e até impedir uma conspiração para derrubar seus pais do trono. Fé, coração, coragem e o verdadeiro espírito do Natal transformam Crystal e Lucinda de raivosas rivais em grandes amigas.

## Elenco
| Personagem                                            | Dublador(a)         |
| ----------------------------------------------------- | ------------------- |
| Crystal                                               | Hilary Duff         |
| Lucinda                                               | Haylie Duff         |
| Eugene/Gardener Elf                                   | Jason Michas        |
| Agonysla/Mrs. Clause/Queen Penelope/Katie/Marcus/Mimi | Kathleen Barr       |
| Mortmottimes/Bugkus Bill/Timebomb Tom                 | Scott McNeil        |
| Gerridommis/Capn' Cragg                               | Garry Chalk         |
| Santa Clause                                          | French Tickner      |
| King Calvin                                           | Dale Wilson         |
| Baby Crystal/Wing Maiden #1 & #5/Vozes Adicionais     | Nicole Bouma        |
| Baby Lucinda/Vozes Adicionais                         | Tabitha St. Germain |
| Max/Phillip/Pup                                       | Lee Tokar           |
| William/Wing Maiden #4 & #6                           | Cathy Weseluck      |
| Narrador                                              | Richard Newman      |

## Recepção
O filme recebeu críticas geralmente negativas, com os espectadores criticando fortemente sua qualidade e script de animação. UltimateDisney escreveu que "o filme não conseguiu desafiar, atrair ou mesmo divertir, mas é colorido e um pouco animado" e que "os criadores de In Search of Santa esperam que o apelo da animação por computador, o Natal e as irmãs Duff incentivem pessoas para assistir o filme. 
1. ↑  http://www.ultimatedisney.com/insearchofsanta.html